# توني دي فيتا
توني دي فيتا (بالإيطالية: Tony De Vita)‏ هو موزع وملحن وعازف بيانو وكاتب أغاني إيطالي، ولد في 10 فبراير 1932 في ميلانو في إيطاليا، وتوفي في 14 يناير 1998 في Ospedaletti ‏ في إيطاليا.

## وصلات خارجية
- توني دي فيتا على موقع IMDb (الإنجليزية)
- توني دي فيتا على موقع ميوزك برينز (الإنجليزية)
- توني دي فيتا على موقع أول ميوزيك (الإنجليزية)
- توني دي فيتا على موقع أول ميوزيك (الإنجليزية)
- توني دي فيتا على موقع ديسكوغز (الإنجليزية)